# Pedro Barajas y Moreno
Pedro Barajas y Moreno (Lagos de Moreno, Jalisco, 1 de noviembre de 1795 - San Luis Potosí, San Luis Potosí, 30 de diciembre de 1868) fue un sacerdote católico mexicano, fue el primer obispo de la actual Arquidiócesis de San Luis Potosí. 

## Biografía
Nació el 1 de noviembre de 1795 en Lagos de Moreno, se ordenó sacerdote el 25 de febrero de 1824. Fue preconizado como primer obispo de San Luis Potosí el 30 de noviembre de 1854, fue consagrado el 18 de marzo de 1855 y tomó posesión de su diócesis el 24 de abril del mismo año.
Al igual que otros obispos y arzobispos mexicanos, se opuso a las Leyes de Reforma y a la Constitución Federal de los Estados Unidos Mexicanos de 1857 que pretendían realizar la separación Iglesia-Estado, por tal motivo fue expulsado de su mitra por el gobierno de San Luis Potosí. El 21 de enero de 1861, el presidente Benito Juárez emitió un decreto ordenando su destierro junto con la del arzobispo José Lázaro de la Garza y Ballesteros y la del obispo Pedro Espinosa y Dávalos.  Se opuso a la intervención francesa pero fue miembro de la Junta de Notables que decidió la suerte del Imperio de Maximiliano de Habsburgo.
Gobernó su mitra por trece años, ocho meses y cinco días, murió el 30 de diciembre de 1868, sus restos mortales se encuentran en la Catedral Metropolitana de San Luis Rey, sede de la ahora arquidiócesis de San Luis Potosí.